# Ricardo Pegnotti
Ricardo Sulén Pegnotti (San Antonio de Areco, 22 giugno 1934 – Buenos Aires, 6 giugno 2015) è stato un calciatore argentino.

## Biografia
Pegnotti è deceduto a Buenos Aires nel giugno 2015 a causa dell'aggravamento delle sue condizioni di salute dovute alla malattia di Parkinson, che lo aveva colpito da dieci anni.

## Caratteristiche tecniche
Pegnotti era un centrocampista dotato di eccellente tecnica e controllo della palla, aveva l'abilità di organizzare e dirigere il gioco a centrocampo.

## Carriera

### Club
Pegnotti iniziò la carriera nel Chacarita Juniors nel 1953, esordendo in prima squadra all'età di 17 anni. Con il suo club gioca quattro stagioni nella massima serie argentina, retrocedendo in cadetteria al termine della Primera División 1956.
Nella stagione 1958 torna a giocare nella massima serie argentina, ingaggiato dal Gimnasia (LP). Nel 1960, dopo un passaggio al Racing Club, ritorna al Chacarita tornato a militare nella massima serie.
Nel 1961 si trasferisce in Colombia per giocare nel Santa Fe, con cui disputa quattro stagioni nella massima serie locale. Nella stagione 1965 passa al Deportivo Cali, società con cui vince il campionato.
Dopo un passaggio presso i peruviani dello Sporting Cristal, nell'estate 1967 si trasferisce negli Stati Uniti d'America per diventare un giocatore del Philadelphia Spartans, società militante nella NPSL. Con gli Spartans non giocherà alcun incontro ufficiale.
Nel 1970 passa agli ecuadoriani dell'Emelec, con cui ottiene il secondo posto del Campeonato Nacional de Fútbol 1970.

### Nazionale
Pegnotti venne convocato con la selezione argentina impegnata nel torneo calcistico dei II Giochi panamericani, che si concluse con la vittoria degli albiceleste.

## Palmarès

### Club
- Campionato colombiano: 1

Deportivo Cali: 1965

### Nazionale
- Giochi panamericani: 1

1955